# Oposição de Direita
A Oposição de Direita (também conhecida como Tendência de Direita) era uma facção política composta por Nikolai Bukharin, Alexei Rykov, Mikhail Tomsky e os seus apoiantes dentro da União Soviética no final da década de 1920. É também o nome dado aos críticos de "direita", dentro do movimento comunista internacional, particularmente aqueles que se uniram na oposição à Internacional Comunista, independentemente de se identificar com Bukharin e Rikov.
Note-se que a designação "Oposição de Direita" designa a posição desse movimento em relação aos outros movimentos comunistas no espectro tradicional. Em relação ao contexto político, a Oposição de Direita continua a ser muito firme, à esquerda.